# Teofilów (Łódź)
Teofilów – osiedle Łodzi znajdujące się w zachodniej i częściowo w południowo-zachodniej części Bałut, wybudowane w latach 1964–77 z tzw. wielkiej płyty przez Robotniczą Spółdzielnię Mieszkaniową „Lokator”. Powstało w większości na gruntach dawnej wsi Grabieniec, jednak nazwę zaczerpnięto od dawnej wsi Teofilów, znajdującej się na północ od dzisiejszej ulicy Aleksandrowskiej.

## Charakterystyka osiedla
Zabudowę osiedla stanowią 5-kondygnacyjne bloki, 10 i 11-kondygnacyjne wieżowce oraz – w zachodniej części – domy jednorodzinne, w większości w zabudowie szeregowej. Elementami pozytywnie wyróżniającymi Teofilów na tle innych tego typu osiedli są: duży udział terenów zielonych (parki, skwery, szpalery drzew wzdłuż ulic, zieleń między blokami), terenów usługowych (targowiska, pawilony handlowe) oraz niewielki terenów niezagospodarowanych (np. niezabudowane narożniki ulic).

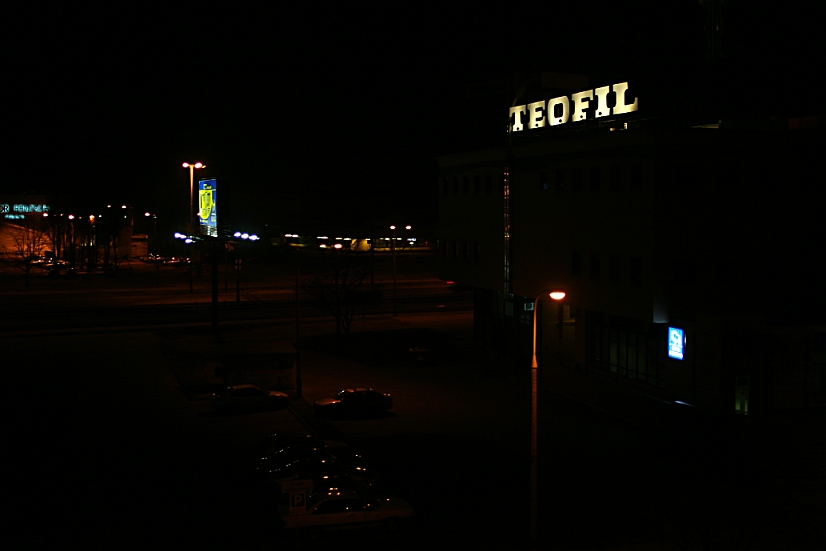
Centrum Handlowe „Teofil”,
d. Dom Handlowy MHD (marzec 2009)

Osiedle Teofilów zostało zaprojektowane w myśl utopijnej koncepcji miasta linearnego (pasmowego) Arturo Soria y Mata. Zgodnie z nią, w układzie osiedla można wyznaczyć cztery główne strefy:
- przemysłową – na północ od ulicy Aleksandrowskiej,
- komunikacyjną – ulica Aleksandrowska – komunikacja samochodowa i tramwajowa,
- mieszkalną – na południe od ulicy Aleksandrowskiej,
- zieleni i rekreacji – na południe od strefy mieszkalnej, w większości poza obrębem osiedla; strefa o zróżnicowanym charakterze: od łąk i nieużytków wzdłuż rzeki Jasieniec, przez dawne tereny rolnicze wzdłuż ul. Cieplarnianej, ogródki działkowe przy al. Salomei Brynickiej, niewielkie połacie lasu przy ulicach Zadraż i Tadeusza Kotarbińskiego oraz al. S. Brynickiej, po tereny sportowe przy ul. Tomasza Judyma (boiska i korty należące do klubu „Elta Łódź”, obecnie częściowo rozebrane).

Główną osią urbanistyczną osiedla jest ulica Aleksandrowska, która dzieli osiedle na dwie części:

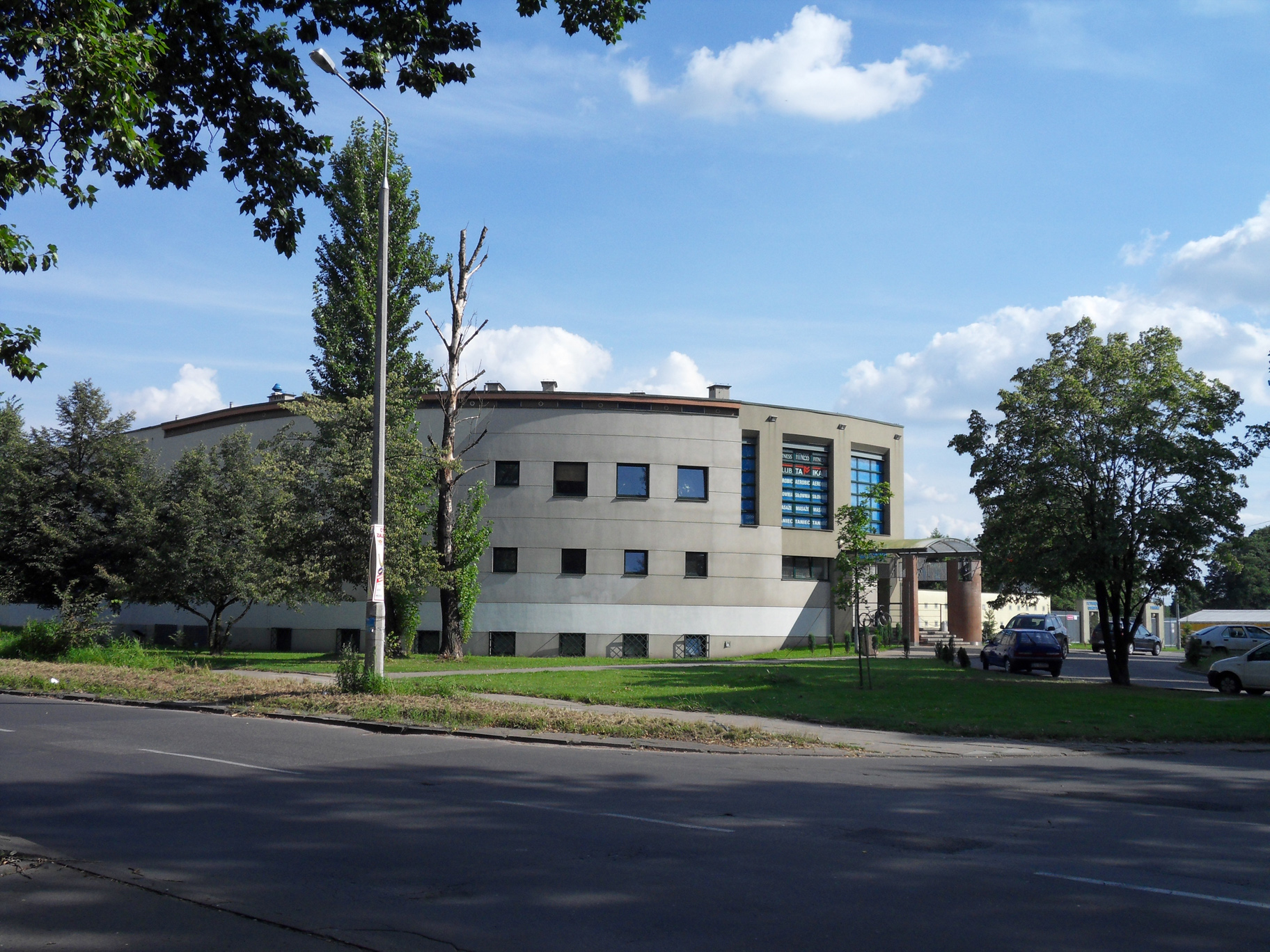
Pływalnia „Wodny Raj” (lipiec 2009)

- Teofilów Przemysłowy – pomiędzy torami PKP na wschodzie, ul. Szczecińską na zachodzie, ul. Aleksandrowską na południu i ul. Liściastą od północy. Znajdują się tu m.in. szkoły: XV Liceum Ogólnokształcące im. Jana Kasprowicza, Zespół Szkół Edukacji Technicznej im. Marszałka Józefa Piłsudskiego (do 31 sierpnia 2019 Zespół Szkół Ponadgimnazjalnych nr 20, a do 31 sierpnia 2002 pod nazwą Zespół Szkół Mechaniczno-Elektrycznych), a także hotele „Flora” i „mHotel” oraz duże firmy (wśród nich Rossmann, ABB Elta, „Stomil”) i wiele mniejszych; ponadto hipermarkety: „OBI” i „Carrefour” (dawniej „Hypernova”).
- Teofilów Mieszkaniowy – położony na południe od ulicy Aleksandrowskiej. W jego ramach wyodrębnione zostały 3 podosiedla z własnymi administracjami. Są to, od strony centrum: 
  - Teofilów A, obejmujący os. Władysława Reymonta – od torów kolei obwodowej do ul. Traktorowej,
  - Teofilów B, obejmujący os. Stefana Żeromskiego – od ul. Traktorowej do ul. Kaczeńcowej,
  - Teofilów C, obejmujący os. Marii Konopnickiej – od ul. Kaczeńcowej do ul. Wici oraz tzw. osiedle Rogatka i domy szeregowe pomiędzy ulicami Wici a Szczecińską.

Od 1978 osiedlami mieszkaniowymi zarządza Spółdzielnia Mieszkaniowa „Teofilów”, która powstała w drodze wyodrębnienia z Robotniczej Spółdzielni Mieszkaniowej „Lokator”. Jej zasoby tworzą: 203 budynki mieszkalne (z 15 302 lokalami mieszkalnymi), 38 pawilonów handlowo-usługowych i 37 zespołów garażowych. Zarządzany teren ma powierzchnię 115 ha i jest zamieszkiwany przez około 30 000 osób.
Na Teofilowie znajdują się ośrodki sportowo-rekreacyjne, m.in.: kompleks wodno-wypoczynkowy „Wodny Raj”, na którego terenie jest niewielki skatepark dla deskorolkowców. Ponadto działa Klub Sportowy „Elta” Łódź z siedzibą przy ul. Rojnej 46a.
Do około roku 1980, na terenie obecnego skweru ze starodrzewiem w rejonie skrzyżowania ulic Rojnej i Jana Dylika, znajdował się cmentarz ewangelicki, na którym, do zakończenia II wojny światowej, chowani byli zmarli koloniści niemieccy, zamieszkujący rejon Teofilowa i Grabieńca.

## Komunikacja
Główną arterią komunikacyjną osiedla jest ulica Aleksandrowska, stanowiąca odcinek drogi krajowej nr 72, zapewniająca łączność z centrum miasta. Dla komunikacji wewnątrz osiedla najważniejsze znaczenie ma ul. Rojna, o przebiegu równoległym do ww., oraz ulice: Traktorowa, Kaczeńcowa, Rydzowa i Szczecińska o przebiegu poprzecznym.
Teofilów posiada dogodne połączenia autobusowe i tramwajowe z wieloma osiedlami i częściami Łodzi, jednak dojazd do nich, szczególnie w godzinach porannego i popołudniowego szczytu komunikacyjnego, jest znacznie utrudniony ze względu na dużą zawodność i nieregularność kursowania.
W planach znajduje się budowa południowej obwodnicy osiedla, która docelowo ma połączyć projektowane przedłużenie ulicy Jana Karskiego z węzłem „Teofilów” na projektowanej drodze ekspresowej S14.
Przy wschodniej granicy osiedla znajduje się dworzec kolejowy Łódź Żabieniec, na którym zatrzymują się wszystkie rodzaje pociągów pasażerskich, lokalnych i dalekobieżnych, kursujących na tej trasie.

## Historia
Od 1867 w gminie Radogoszcz w powiecie łódzkim. W okresie międzywojennym należały do powiatu łódzkiego w woj. łódzkim. W 1921 roku liczba mieszkańców wynosiła 65. 1 września 1933 utworzono gromadę (sołectwo) Teofilów w granicach gminy Radogoszcz, składającej się ze wsi Teofilów i Piskowiec. Podczas II wojny światowej włączone do III Rzeszy.
Po wojnie Teofilów powrócił na krótko do powiatu łódzkiego woj. łódzkim, lecz już 13 lutego 1946 włączono go wraz z całą gminą Radogoszcz do Łodzi.
Na Teofilowie kręcono część scen serialu telewizyjnego Siedem stron świata (1974). W czołówce można zobaczyć kilka ujęć osiedla z lotu ptaka.

## Znani mieszkańcy
Z osiedla pochodzi Zeus.